# Премана
Премана (итал. Premana) је насеље у Италији у округу Леко, региону Ломбардија.
Према процени из 2011. у насељу је живело 2288 становника. Насеље се налази на надморској висини од 955 м.

## Становништво
Према резултатима пописа становништва 2011. у општини је живело 2.288 становника.
| 1931. | 1936. | 1951. | 1961. | 1971. | 1981. | 1991. | 2001. | 2011. |
| ----- | ----- | ----- | ----- | ----- | ----- | ----- | ----- | ----- |
| 1.315 | 1.365 | 1.514 | 1.705 | 2.064 | 2.163 | 2.166 | 2.256 | 2.288 |